# Buồng trứng
Buồng trứng là một cơ quan sinh sản sinh ra tế bào trứng, thường có một cặp, là một phần thuộc hệ sinh dục ở con cái/mái của các động vật có xương sống. Buồng trứng ở các cá thể cái có vai trò tương tự như tinh hoàn ở cá thể đực/trống, chúng đều là các bộ phận sinh dục và tuyến nội tiết.

## Giải phẫu học người

### Hoóc môn
Buồng trứng tiết ra estrogen và progesterone. Estrogen có vai trò hình thành đặc điểm giới tính thứ cấp của nữ ở tuổi dậy thì và cho sự trưởng thành và duy trì các cơ quan sinh dục ở trạng thái chức năng trưởng thành của các cơ quan này. Progesterone tạo sự chuẩn bị cho tử cung mang thai, và tiết sữa ở tuyến vú. Các chức năng của progesterone cùng với estrogen làm thúc đẩy những thay đổi của chu kỳ kinh nguyệt trong nội mạc tử cung.

### Dây chằng

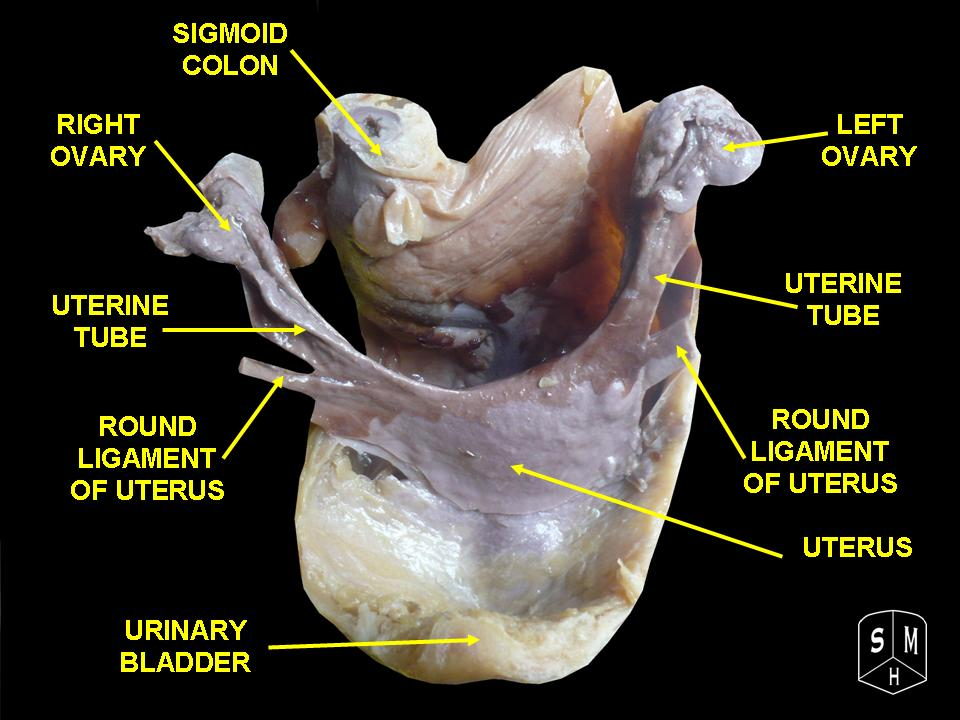
Tử cung

Ở người, cặp buồng trứng nằm trong khoang chậu, về hai phía của tử cung, qua đó chúng được gắn với nhau bằng sợi dây gọi là dây chằng buồng trứng. Buồng trứng không bị che phủ trong khoang phúc mạc, nhưng được gắn vào thành cơ thể qua dây chằng treo buồng trứng. Một phần của các dây chằng tử cung che phủ buồng trứng được gọi là mesovarium. Như vậy, buồng trứng là cơ quan duy nhất trong cơ thể người đó là hoàn toàn không có vỏ bọc nằm trong màng bụng.

## Bệnh ở buồng trứng
Bệnh buồng trứng có thể được phân loại như rối loạn nội tiết hoặc như là một rối loạn của hệ thống sinh sản.
Nếu trứng không được xuất ra từ các nang trong buồng trứng, một u nang buồng trứng có thể hình thành. U nang buồng trứng nhỏ rất phổ biến ở phụ nữ khỏe mạnh. Một số phụ nữ có nang nhiều hơn bình thường (hội chứng Đa nang buồng trứng), ức chế các nang phát triển bình thường và điều này sẽ gây ra chu kỳ kinh nguyệt bất thường.
Các điều kiện khác bao gồm:
- u buồng trứng, bao gồm Ung thư buồng trứng
- Luteoma
- thiểu năng sinh dục
- Hyperthecosis
- xoắn buồng trứng
- ngập máu buồng trứng (vỡ)
- suy buồng trứng sớm
- Anovulation
- U nang buồng trứng: u nang nang trứng, u nang thể vàng, Theca-lutein u nang, u nang Sôcôla
- u tế bào mầm buồng trứng: Dysgerminoma, Choriocarcinoma, Yolk sac khối u, u quái
- các khối u không phải tế bào mầm buồng trứng
- cystadenoma huyết thanh
- cystadenocarcinoma huyết thanh
- cystadenoma nhầy
- cystadenocarcinoma nhầy
- khối u Brenner
- u tế bào granulosa
- khối u Krukenberg